# Kapela sv. Kuzme i Damjana u Vrbanju
Kapela sv. Kuzme i Damjana se nalazi u polju sjeverno od novog groblja u Vrbanju na otoku Hvaru, iznad Starogradskog polja.
Utemeljena je 1403. godine oporukom Vrbanjanina Stipana Bilopopića. U 15. stoljeću bila je u funkciji župne crkve Staroga Grada, Dola i Vrbanja. Početkom 19. stoljeća, crkva je zapuštena, a 1888. godine je obnovljena i vraćena bogoslužju. Jednobrodna crkva je pravokutnog tlocrta, a kvadratična apsida ima bačvasti svod zidan nad jednostavnim vijencem kvadratična presjeka. Zidana je priklesanim kamenom u horizontalnim redovima, a brod crkve presvođen je prelomljenim svodom prekrivenim kamenim pločama. U osi glavnog pročelja je jednostavan ulaz u kamenim pragovima i visoka zidana preslica.
Smatra se da jednim od najljepših primjera sakralne arhitekture razvijenog srednjeg vijeka na otoku Hvaru.

## Zaštita
Pod oznakom Z-5755 zavedena je kao nepokretno kulturno dobro - pojedinačno, pravna statusa zaštićena kulturnog dobra, klasificirano kao "sakralna graditeljska baština".

## Vanjske poveznice
|  | Zajednički poslužitelj ima još gradiva o temi Kapela sv. Kuzme i Damjana u Vrbanju |

- Kovačić, Joško. 1993. Spomenici u Vrbanju na Hvaru. O 200. obljetnici posvete župne crkve. Služba Božja: liturgijsko-pastoralna revija. 33 (3): 245–266. ISSN 0037-7074